# Savršena informacija
U ekonomiji, savršena informacija (koja se ponekad naziva „bez skrivenih informacija“) je karakteristika savršene konkurencije. Sa savršenim informacijama na tržištu, svi potrošači i proizvođači imaju potpuno i trenutno znanje o svim tržišnim cenama, sopstvenoj korisnosti i sopstvenim funkcijama troškova.
U teoriji igara, sekvencijalna igra ima savršene informacije ako je svaki igrač, prilikom donošenja bilo kakve odluke, savršeno informisan o svim događajima koji su se prethodno desili, uključujući „događaj inicijalizacije“ igre (npr. početne ruke svakog igrača u kartaškoj igri).
Savršene informacije se bitno razlikuju od potpunih informacija, što podrazumeva opšte poznavanje korisnih funkcija, isplata, strategija i „tipova” svakog igrača. Igra sa savršenim informacijama može, ali ne mora imati potpune informacije.
Igre u kojima je neki aspekt igre skriven od protivnika – kao što su karte u pokeru i bridžu – su primeri igara sa nesavršenim informacijama.

## Literatura
- Fudenberg, D. and Tirole, J. (1993) Game Theory, MIT Press. (see Chapter 3, sect 2.2)
- Gibbons, R (1992). A primer in game theory., Harvester-Wheatsheaf. (see Chapter 2)
- Luce, R.D. and Raiffa, H. (1957) Games and Decisions: Introduction and Critical Survey, Wiley & Sons (see Chapter 3, section 2)
- The Economics of Groundhog Day by economist D.W. MacKenzie, using the 1993 film Groundhog Day to argue that perfect information, and therefore perfect competition, is impossible.
- Watson, J (2013). Strategy: An Introduction to Game Theory., W.W. Norton and Co.